# Demo (computerspil)
 For alternative betydninger, se Demo. (Se også artikler, som begynder med Demo)
En computerspil demo er en ikke færdigudviklet eller begrænset version af et computerspil.
Demoer er i langt de fleste tilfælde gratis at anskaffe sig, og kan ofte hentes via Internettet. De bliver udgivet af dets udgivere med henblik på at folk kan prøve spillet, som en slags smagsprøve. Hvis forbrugeren finder at demoen af spillet falder i dens interesse, køber den i nogle tilfælde den fulde version af det, da denne oftest tilbyder flere funktioner end demoversionen.
| computerspil | Spire Denne computerspilsrelaterede artikel er en spire som bør udbygges. Du er velkommen til at hjælpe Wikipedia ved at udvide den. |